# John Burke (Komponist)
John Burke (* 10. Mai 1951 in Toronto, Ontario; † 18. Januar 2020 in Marmora, Ontario) war ein kanadischer Komponist und Musikpädagoge.

## Leben und Karriere
Burke studierte an der McGill University bei Bruce Mather und Alcides Lanza sowie an der University of Michigan bei William Albright, Leslie Bassett, William Bolcom und George Balch Wilson. Nachdem er 1978 zwei Preise der CBC National Radio Competition für junge Komponisten gewonnen hatte, studierte er mit Unterstützung des Canada Council ein Jahr in Paris bei Eugene Kurtz.
Nach seiner Rückkehr gab er Gastvorlesungen in Musiktheorie und elektronischer Musik an der McGill University und unterrichtete von 1983 bis 1985 an der McMaster University. Nachdem er bis 1990 Privatunterricht in Toronto gegeben hatte, wurde er Mitglied der Musikfakultät der University of Victoria.
Ab 1996 beteiligte er sich an dem im Human Potential Movement wurzelnden Programm The Power of Sound von Don G. Campbell, das sich mit der heilenden Wirkung der Musik beschäftigt. In der Folgezeit arbeitete er mit Jean Houston, einer Pionierin des Human Potential Movement zusammen, für deren World-Wide Labyrinth Project er Anfang der 2000er Jahre eine Reihe kammermusikalischer Werke (Labyrinthmusic) komponierte.

## Werke
- Regions für Klavier, 1975
- Spectre für Tenorinstrumente, 1976
- Firewind für zwei Klaviere, 1978 (Aufnahme mit Bruce Mather und Pierrette LePage 1984)
- Diffusa est gratia für Chor a cappella, 1979
- À la source d’Hypocrêne für Orchester, 1980
- ...ascends at full moon für Gitarre, 1981 (Aufnahme mit Michael Laucke)
- Alchemies für Kammerorchester, 1983
- Near Rhymes, Saxophonquartett, 1984
- Escher/Bach, 1985
- Dreampaths für Orchester, 1986
- Jacaranda für Orchester, 1987
- Far calls. Coming far! für Orchester, 1988
- Lament, 1989
- Remember Your Power für Klavier und Kammerensemble, 1997, 2000